# Szigetvár ostroma (1556)

## Előzmények
A szigetvári vár őrsége a Duna és Dráva közötti török helyőrségeket folyamatosan zaklatta, támadta, ezzel komoly károkat okozva a hódoltsági csapatoknak, ezért I. Szulejmán szultán a Ali pasát a vár elfoglalására utasította.
A pasa csapatokat irányított Szentlőrincre Dervis pécsi bég, Achmed babocsai bég, Naszuh koppányi bég és más kisebb helyőrségek parancsnokainak vezetésével, akik 1556. május 21-én gyűltek össze a község melletti táborban, majd három nappal később Szigetvárra vonultak és megkezdték az erődítmény ostromát.

## A szigetvári vár
Az erődítmény magja egy – a mocsárból kiemelkedő dombra épített – kerek torony volt, mely köré a korok során kialakult az erősség északnyugati sarkában belső vár, mely kapuval, tornyokkal megerősített végső menedéknek volt szánva. 1556-ban már nem volt korszerű, komolyabb ostromot nem sokáig bírt volna. Ezt övezte kelet és dél felé a jóval nagyobb alapterületű külső vár, mely 1556-ra földbástyákkal megerősített, jól védett erősség volt, a vár igazi központi része.
A vártól délre helyezkedett el az Óváros , amit egy körülbelül száz méternyi fahíd választott el a vártól, és ettől még délebbre az Újváros, melyet egy vizesárok választott el az Óvárostól. A külső várhoz hasonlóan az Óváros is erős bástyákkal, falakkal, mellvédekkel volt erősítve, míg az Újváros falai futólag voltak csak megerősítve.
Az Ó- és Újvárost széles és mély árok vette körül, melyet az Almás-patak felduzzasztott vize töltött meg. A vár, mely magasabban feküdt, nem volt vizesárokkal övezve, csupán a belső és külső vár között volt mély, de keskeny árok. A várárkot bőségesen pótolta a korabeli ágyuk lőtávolságát meghaladó szélességű posványos síkság, melyet az Almás-patak duzzasztásával áthatolhatatlan mocsárrá változtathattak a védők.
A vár körülbelül 2000 fős őrségét gradeci Horváth-Stancsics Márk vezette, akinek beosztott alvezérei Újlaki Sebestyén várnagy, Szecsődy Máté, Topándy Benedek és Radován Jakab voltak.

## Az ostrom

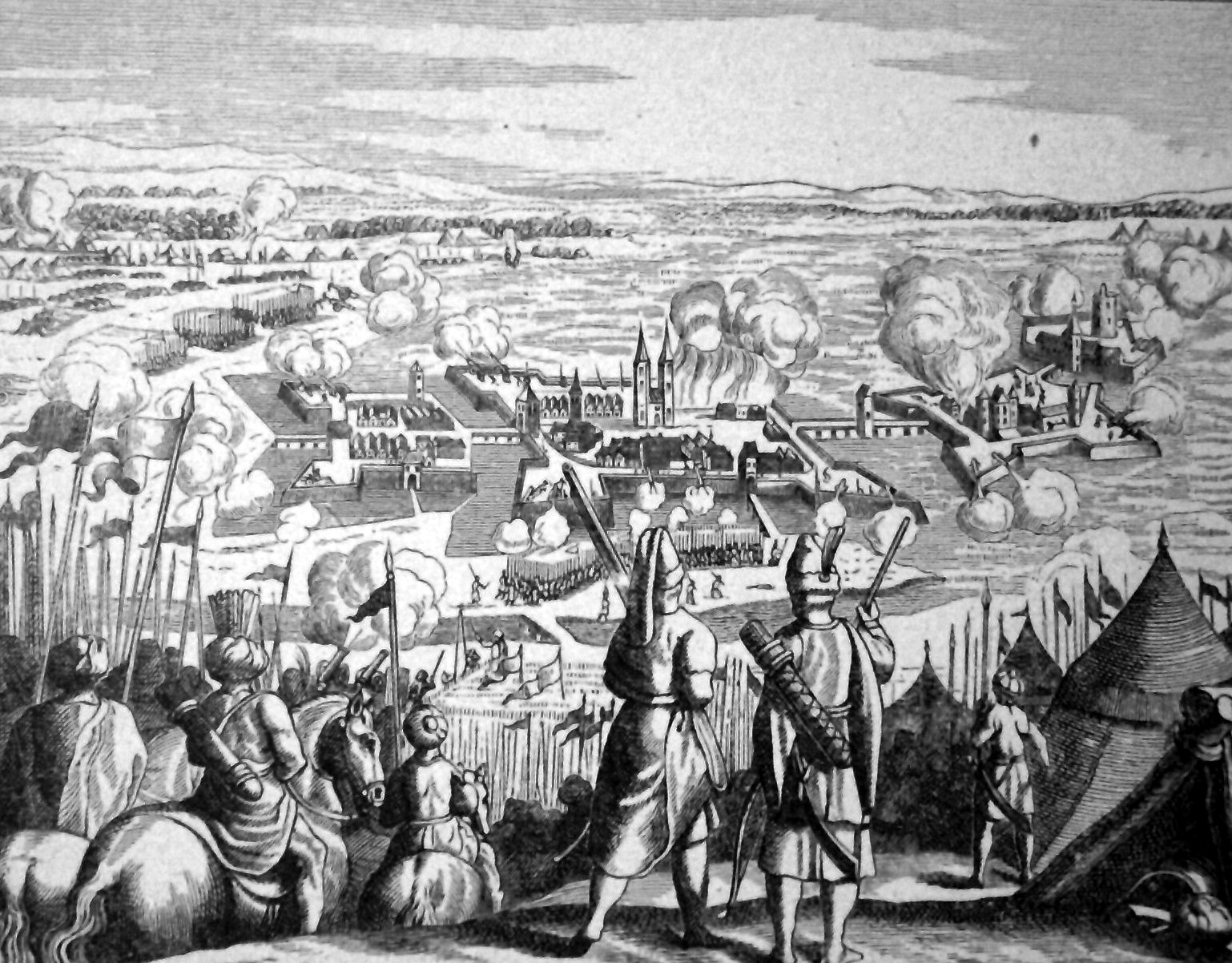
A szigetvári vár a 16. században

Ali pasa június 10-én, amikor csapataival Pécsre ért, levélben szólította fel a hetek óta ostromolt vár védőit az erődítmény feladására, akik a helyszínen lévő török csapatokra való kirohanással válaszoltak a levélre, amivel komoly veszteségeket okoztak az ostromlóknak.
Ali három nappal később érkezett csapataival a vár alá és attól délre szállt táborba. Megérkezése után rögtön lövetni kezdte az Újvárost, mely sok helyen tűz keletkezett és a  két bástya között – közel kétszáz méter hosszan – tüzet fogott a palánk is, mely nemsokára a földdel vált egyenlővé.
Bár a palánk leégett, a védők négy rohamot is visszavertek és csak a június 20-i ötödik rohammal sikerült a töröknek elfoglalni az Újvárost.
A védők visszavonultak az Óvárosba, amit Ali azonnal lövetni kezdett, mire az ostromlottak újabb kitöréssel válaszoltak. Bár a török ágyukat nem tudták tönkretenni, a négyórás kitörés során több száz fős veszteséget okoztak a töröknek, több bég is elesett, sőt a janicsár aga pedig a védők fogságába került!
A falak lövetése mellett Ali a környékről összeterelt lakosságot munkába állítva 25.000 köteg rőzsével és fával kezdte feltöltetni az árkokat és a mocsaras részeket. Emellett két hatalmas ostromdombot is emeltetett, melyek magassága meghaladta a falakét és július 5-től kezdve ezekről is lövette a falakat, nagy veszteséget okozva ezzel a védőknek. A rá következő két éjszakán Szecsődy és Radován újabb kitörései során először az egyik, majd másnap este a másik ostromdomb lett felégetve. A hatalmas máglyák öt napon keresztül égtek, az oltásuk lehetetlen volt és az ostrom is szünetelt.
Ali ezután földből kezdett dombokat emeltetni, folytatta az árkok feltöltését és természetesen az ágyuk is tovább dolgoztak, melynek eredményeképpen a falakon komoly hasadékok keletkeztek. Erről Horváth-Stansics július 11.-én a következőket jelentette a királynak: „A falak már több helyütt romba dőltek, a lőrések védőgátjai leomlottak, a bástyák pedig annyira megrongálódtak, hogy azokra már fel sem mehetünk. Legénységem számereje óráról órára alább száll s ágyúimat többé nem használhatván, csak fegyverrel védjük magunkat a réseken… Ha gyorsan segítséget nem kapunk, a végvárral együtt elveszünk.”

## Felmentési kísérlet, az ostrom vége

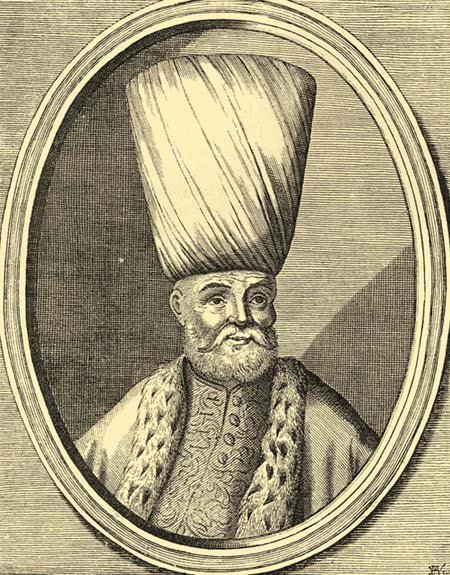
Ali basa, Gualdo Priorato 17. századi olasz történész és író munkájából

Bár közvetlen felmentő sereg nem érkezett a várhoz, egy 15.000 fős sereg Zrínyi Miklós és Nádasdy Tamás vezénylete alatt Babocsát kezdte ostromolni. A hír hallatán Ali azonnal elindította Achmed béget, a babocsai vár parancsnokát a vára felmentésére, majd július 21-én maga Ali is elindult Babocsára a serege nagyobbik felével, így a szigetvári ostrom a hátrahagyott erőkkel csak mérsékelten folytatódott.
Másnap, július 22-én a Babocsához közeli Rinya patakon való átkelésük közben Ali csapataira rátámadt Zrínyi, megakadályozva a török átkelését. Este a magyar haditanács úgy határozott, hogy átengedik a törököt a Rinyán és csak azután ütköznek meg vele. Ezért csak 25 lovast hagytak az átkelési pontnál, hogy jelentsék az ellenség átkelését. „Nádasdy pedig a Rinya jobb partján csatarendbe állította a magyar és német rendes hadakat, a gyalogságot azonban a szekerekre rakott podgyásznál hagyta, hogy a visszavonulást fedezze. De ezalatt Babocsát is szüntelenül lövette, sőt a haditanács azt határozta, hogy míg a lovasság a törökkel megharcol, a gyalogság rohamot intézzen a vár ellen és ha a szerencse nem kedvez, az egész tábor egyetlen, minden oldalról védett tömegben, megkezdi a rendszeres visszavonulást Berzencze felé.”
Július 23-ám ágyuk fedezete alatt Ali megkezdte az átkelést a Rinyán. Zrínyi a magyar sereg közepét vezette, a jobb szárnyon a német vértesek, míg a balon a magyar lovasság állt fel. A török csapatokat többször visszavetették, de azok hullámokban támadtak és túlerejükkel a magyar csapatokat fenyegették. A túlpartról Ali ágyúi tüzeltek és Babocsa ágyúi is beszálltak a harcba. Végül a magyar huszárok rohama döntötte el az ütközetet, akik a törököt a folyómenti mocsárba tolták. Bár Ali a szpáikat Dervis bég vezetése alatt átkaroló mozdulattal egy közeli gázlón a magyarok oldalába küldte, azokat a Nádasdy vezette puskás gyalogosok feltartóztatták, majd visszaverték. Kora délutánra Ali megunta a folytonos kudarcot és felhagyott a csatával.
Sajnos magyar oldalon is súlyos veszteségek keletkeztek, így Nádasdy és Zrínyi visszavonult Babocsa alól. Ali a seregét visszavezette Szigetvár alá, ahova július 25-én megérkezve az erődítéseket megjavítva, míg az ostromló sereg ütegállásait és mocsáron létesített utakat lerombolva találta, mivel a védők Ali távollétében napi rendszerességű kitörésekkel zaklatták a megfogyatkozott ostromló sereget. Pár napig még a vár alatt tartózkodott a török sereg, de július 31-én végleg felhagytak az ostrommal. Visszavonulásuk közben a sereggel tartó kereskedők és poggyász lemaradtak a csapatoktól, ezért a várbeliek Horváth-Stansics parancsára utánuk vetették magukat és hosszú időre való élelmiszerkészletekkel látták el így a várat, valamint nagyszámú foglyot is ejtettek.